# 11767 Milne
11767 Milne este un asteroid din centura principală de asteroizi.

## Descriere
11767 Milne este un asteroid din centura principală de asteroizi. A fost descoperit pe 26 martie 1971 la Observatorul Palomar de Cornelis Johannes van Houten, Ingrid van Houten-Groeneveld și Tom Gehrels. Asteroidul prezintă o orbită caracterizată de o semiaxă mare de 2,25 ua, o excentricitate de 0,05 și o înclinație de 7,4° în raport cu ecliptica.